# ثيودوليند دو بوارنيه
ثيودوليند دو بوارنيه (بالفرنسية: Théodelinde de Beauharnais )‏ (و. 1814 – 1857 م) هي سياسية من فرنسا، وألمانيا، ولدت في مانتوفا، توفيت في شتوتغارت، عن عمر يناهز 43 عاماً.